# Hernán Petryk
Rodrigo Hernán Petryk Vidal (Punta del Este, Maldonado, Uruguay; 21 de octubre de 1994) es un futbolista uruguayo. Juega de lateral derecho y su actual equipo es Montevideo City Torque de la Primera División de Uruguay.

## Trayectoria

### Atenas de San Carlos
Hernán debutó como profesional el 26 de mayo de 2012, en la última fecha del Campeonato Uruguayo de Segunda División 2011-12, jugó como titular contra Sud América, estuvo en cancha los 90 minutos pero perdieron 2 a 1. Petrik debutó con 17 años y 218 días.
Atenas finalizó la temporada 2011/12 en octava posición, por lo que clasificó a un play-off por el tercer ascenso a Primera División. Jugaron contra Huracán en cuartos de final pero quedaron eliminados por un global de 2 a 1, Petrik no fue convocado para los partidos.
Comenzó el Campeonato Uruguayo de Segunda División 2012-13 como titular en la fecha 1, se enfrentaron a Boston River el 13 de octubre, empataron sin goles y Hernán recibió su primera tarjeta amarilla.
El 3 de noviembre anotó su primer gol oficial, jugó como titular contra Villa Teresa y con su anotación ganaron 4 a 1.
Petryk se consolidó en el lateral derecho, mostró un gran nivel a sus 18 años, disputó 23 partidos en el campeonato, 18 de titular, y anotó 3 goles. Atenas finalizó nuevamente en octava posición y clasificaron a los play-off por el tercer ascenso. Jugaron contra Torque en cuartos de final, esta vez Hernán jugó los 2 partidos en el 11 inicial pero quedaron eliminados por un global de 3 a 2.
En la temporada 2013/14, Atenas realizó una gran campaña y logró el ascenso directo a Primera División una fecha antes de finalizar el campeonato. En la última fecha se enfrentaron al líder y también ya ascendido, Tacuarembó, con la posibilidad de salir campeones con un triunfo, pero empataron 1 a 1, por lo que Atenas logró el subcampeonato. Hernán Petryk estuvo presente en 24 partidos, de los cuales en 22 fue titular, además brindó 3 asistencias.
Debido a una lesión de meniscos, no pudo estar en los primeros partidos de Atenas en Primera División. Luego de una operación y recuperación, debutó en la máxima categoría de Uruguay el 20 de octubre de 2014 contra Cerro, fue titular y ganaron 3 a 1. Jugó los últimos 5 partidos del Torneo Apertura, todos como titular.
El Torneo Clausura, comenzó el 14 de febrero de 2015, Petryk estuvo en el 11 inicial para enfrentar a River Plate pero se lesionó al minuto 17, el partido lo ganaron 5 a 2. Estuvo 2 meses afuera de las canchas y volvió a jugar el 19 de abril contra Peñarol en el Estadio Domingo Burgueño Miguel, jugó los 90 minutos y empataron 1 a 1. Disputó otros 3 partidos pero se volvió a resentir y lesionar, fractura del metatarsiano.
Atenas descendió a Segunda División en la última fecha, en un partido emocionante que ganaban 1 a 0 contra El Tanque Sisley pero terminaron perdieron 4 a 2. El Tanque quedó un punto sobre Atenas en la tabla del descenso y mantuvo la categoría. Petryk jugó 11 partidos del Campeonato Uruguayo 2014-15, todos como titular, recibió 2 tarjetas amarillas y brindó un pase de gol.
El 27 de diciembre, se conoció el interés de Peñarol sobre su ficha. Finalmente el pase se concretó.

### Club Atlético Peñarol
Llegó al club mirasol para comenzar la pretemporada 2016, en el mes de enero. Se unió a la Tercera División del club en un principio. Con el cambio de técnico del primer plantel, fue convocado por Jorge da Silva para jugar un partido amistoso en Colonia, entrenó por primera vez con Primera el 29 de enero.
El 5 de febrero de 2017 debutó oficialmente con la camiseta de Peñarol, fue en la fecha 1 del Torneo Apertura, estuvo los 90 minutos en cancha y vencieron a El Tanque Sisley por 4-0.

### Chacarita Juniors
En enero de 2018, es cedido al club Chacarita Juniors de Argentina, que lucha por no descender da la Primera División.
El 5 de febrero cuajó una gran actuación en la victoria 2 a 0 frente a Vélez Sarsfield por la fecha 14°, en donde asistió a Mauro Matos para primer gol y también marcó el segundo tanto del partido.

### San Martín de Tucumán
Para la nueva temporada de agosto de 2018, llega al Ciruja Tucumano como el cuarto refuerzo internacional para jugar la Superliga de Argentina.

### Montevideo City Torque
El 15 de julio de 2022, se convirtió en refuerzo de Montevideo City Torque, hasta diciembre de 2023.
Actualmente forma parte del Deportivo Maldonado 

## Selección nacional

### Trayectoria
Hernán ha sido parte de la selección de Uruguay en la categoría sub-20.
Luego del Sudamericano Sub-20 del 2013, Petryk fue convocado a la selección por Juan Verzeri, para tener una oportunidad de ingresar en el plantel que viajaría a Turquía para disputar la Copa Mundial Sub-20.
Debutó con la Celeste el 24 de abril de 2013, ingresó al minuto 54 y empataron sin goles ante Chile en el Estadio Santa Laura. Luego tuvo la oportunidad de viajar a Paraguay para jugar contra su selección nacional, tuvo minutos pero fueron derrotados 2-0.
Finalmente, fue desafectado y no quedó en la lista definitiva de 21 jugadores para disputar el mundial. Compartió entrenamientos con jugadores como Giorgian De Arrascaeta, José María Giménez, Gastón Silva, Emiliano Velázquez y Sebastián Cristóforo. Uruguay llegó a la final pero fueron derrotados por penales ante Francia, que contaba con Paul Pogba como figura.
El 21 de mayo de 2015 fue incluido en una lista preliminar de 30 jugadores para defender la selección de Uruguay en los Juegos Panamericanos de Toronto. Finalmente fue descartado en la lista definitiva por Fabián Coito. Posteriormente Uruguay se coronó campeón panamericano, obteniendo la medalla de oro.

### Detalles de partidos
| Con Uruguay Sub-20 | Con Uruguay Sub-20 | Con Uruguay Sub-20 | Con Uruguay Sub-20  | Con Uruguay Sub-20 | Con Uruguay Sub-20 | Con Uruguay Sub-20 | Con Uruguay Sub-20 | Con Uruguay Sub-20                                                                                  | Con Uruguay Sub-20 |
| N°                 | Rival              | Resultado          | Fecha               | Lugar              | Competencia        | Goles              | Asistencias        | Ref.                                                                                                |                    |
| ------------------ | ------------------ | ------------------ | ------------------- | ------------------ | ------------------ | ------------------ | ------------------ | --------------------------------------------------------------------------------------------------- | ------------------ |
| 1                  | Chile              | 0:0                | 24 de abril de 2013 | Santiago · Chile   | Amistoso           | -                  | -                  | 1 (enlace roto disponible en Internet Archive; véase el historial, la primera versión y la última). |                    |
| 2                  | Paraguay           | 2:0 (0:0)          | 8 de mayo de 2013   | Asunción Paraguay  | Amistoso           | -                  | -                  | 2 (enlace roto disponible en Internet Archive; véase el historial, la primera versión y la última). |                    |

## Estadísticas
- Actualizado al último partido disputado el 3 de junio de 2022.

| Club                        | País          | Año           | Part. | Goles | Asist. | Prom. |
| --------------------------- | ------------- | ------------- | ----- | ----- | ------ | ----- |
| Atenas                      | Uruguay       | 2012 - 2016   | 61    | 3     | 4      | 0.05  |
| Peñarol                     | Uruguay       | 2016 - 2018   | 26    | 1     | 2      | 0.04  |
| Chacarita Juniors (cedido)  | Argentina     | 2018          | 11    | 1     | 1      | 0.09  |
| San Martín Tucumán (cedido) | Argentina     | 2018 - 2019   | 22    | 0     | 1      | 0.05  |
| Montevideo Wanderers        | Uruguay       | 2020 - 2021   | 40    | 0     | 4      | 0.1   |
| Delfín S. C.                | Ecuador       | 2022          | 17    | 0     | 1      | 0.06  |
| Montevideo City Torque      | Uruguay       | 2022 - act.   | 33    | 0     | 1      | 0.03  |
| Total carrera               | Total carrera | Total carrera | 210   | 5     | 14     | 0.02  |

## Palmarés

### Títulos nacionales
| Competición         | Equipo  | País    | Año  |
| ------------------- | ------- | ------- | ---- |
| Campeonato Uruguayo | Peñarol | Uruguay | 2016 |
| Torneo Clausura     | Peñarol | Uruguay | 2017 |
| Campeonato Uruguayo | Peñarol | Uruguay | 2017 |